# アイノカラダ
『アイノカラダ』は、2003年製作の日本映画。5つのストーリーからなるオムニバス映画。

## ストーリー
- ミズキの場合『Find-er』
- キヨリの場合『錆びた指紋』
- メグミの場合『耳鳴りのカケラ』
- サオリの場合『香ばしい雫』
- カオリとミノリの場合『光の舌触り』

## キャスト
- ミズキ：菅野美寿紀
- キヨリ：宮前希依
- メグミ：きいちめぐみ
- サオリ：北川さおり
- カオリ：小野香織
- ミノリ：佐藤美乃利
- ヨウコ：鷲尾いさ子
- 荻原：成宮寛貴
- 原田修二（ミズキの兄）：戸田晶宏
- 小柴：光石研
- 広田：水橋研二
- ハルカ：福井裕佳梨
- 杉本：田中哲司
- オーナー：夏八木勲